# Joseph Adam von Arco
Joseph Adam von Arco, czeski: Josef Adam Arco (ur. 27 stycznia 1733 w Salzburgu, zm. 3 czerwca 1802 w Grazu) – austriacki duchowny katolicki, biskup pomocniczy passawski, biskup ordynariusz hradecki (1776– 1780) oraz książę biskup Seckau od 1780 roku.

## Życiorys
Urodził się w 1733 roku w Salzburgu. Jego rodzicami byli Anton Felix von Arco i Josephine z rodu von Hardegg. Od wczesnego dzieciństwa przeznaczony był do stanu duchownego. Studiował w słynnym Collegium Germanicum w Rzymie, gdzie uzyskał stopnie naukowe doktora teologii oraz filozofii. 7 grudnia 1755 roku otrzymał święcenia kapłańskie w rodzinnym Salzburgu. W 1760 roku został mianowany członkiem kapituły katedralnej w Pasawie. 9 kwietnia 1764 roku papież Klemens XIII mianował go biskupem tytularnym Hippo z przeznaczeniem na sufragana w diecezji pasawskiej. Został ponadto wikariuszem sądowym dla dolnoaustriackiej części tej diecezji. Jego konsekracja biskupia miała miejsce 1 maja tego samego roku, a dokonał jej książę biskup pasawski Leopold Ernst von Firmian. W 1773 roku został dodatkowo kanonikiem kapituły katedralnej w Salzburgu.

### biskup hradecki
Po śmierci biskupa hradeckiego Johanna Andreasa Kaysera von Kayserna został mianowany 17 maja 1776 roku jego następcą przez cesarzową Marię Teresę Habsburg. Zatwierdzenie papieża Piusa VI miało miejsce 15 lipca tego samego roku i Joseph Adam von Arco mógł 25 sierpnia objąć uroczyste rządy w biskupstwie.
Rozpoczął rządy od wizytacji parafii, a także dokonania ich reorganizacji. Więcej nie mógł zrobić, ponieważ od 1778 roku przebywał na stałe w Salzburgu.

### biskup Seckau
Arcybiskup salzburski Hieronymus von Colloredo mianował go 1 stycznia 1780 roku na nowego ordynariusza diecezji Seckau po przeniesieniu do innej diecezji biskupa Josepha II Philippa Franza Grafa von Spaura. Jego rządy w diecezji przypadły na czasy prowadzenia polityki józefinizmu w Austrii. Władze państwowe zarządziły konfiskatę wielu klasztorów. Poza tym cesarz Józef II Habsburg wprowadził w 1781 roku patent tolerancyjny, który zrównywał wszystkie wyznania w monarchii, co wpłynęło na ich odrodzenie.
W 1786 roku przeniósł za zgodą metropolity salzburskiego stolicę diecezji z prowincjonalnego Seckau do Grazu. Miejscowy kościół świętego Idziego został podniesiony do rangi katedry, a w jego pobliżu powstała kapituła katedralna.
w 1790 roku po śmierci cesarza Józefa II zwrócił się wraz z innymi katolickimi biskupami austriackimi do jego następcy Leopolda II o cofnięcie części dotychczasowym oświeceniowych reform, co zaowocowało ponownym oddaniem pod nadzór biskupi uczelni i studiów teologicznych. Joseph Adam von Arco zmarł na udar w wieku 69 lat w Grazu, gdzie został też pochowany.